# Administración apostólica para los fieles de rito bizantino en Kazajistán y Asia Central
La administración apostólica para los fieles católicos de rito bizantino en Kazajistán y Asia Central (en latín: Administratio Apostolica Cazastaniae et Asiae Centralis pro fidelibus ritus byzantini, en ucraniano: Апостольська адміністратура для католиків візантійського обряду в Казахстані та Центральній Азії y en ruso: Апостольская администратура для католиков византийского обряда в Казахстане и Центральной Азии) es una circunscripción eclesiástica de la Iglesia católica en Kazajistán y Asia Central. Se trata de una administración apostólica bizantina en Kazajistán y Asia Central, inmediatamente sujeta a la Santa Sede, que tiene al presbítero Vasyl Hovera como su ordinario desde el 1 de junio de 2019.

## Territorio y organización

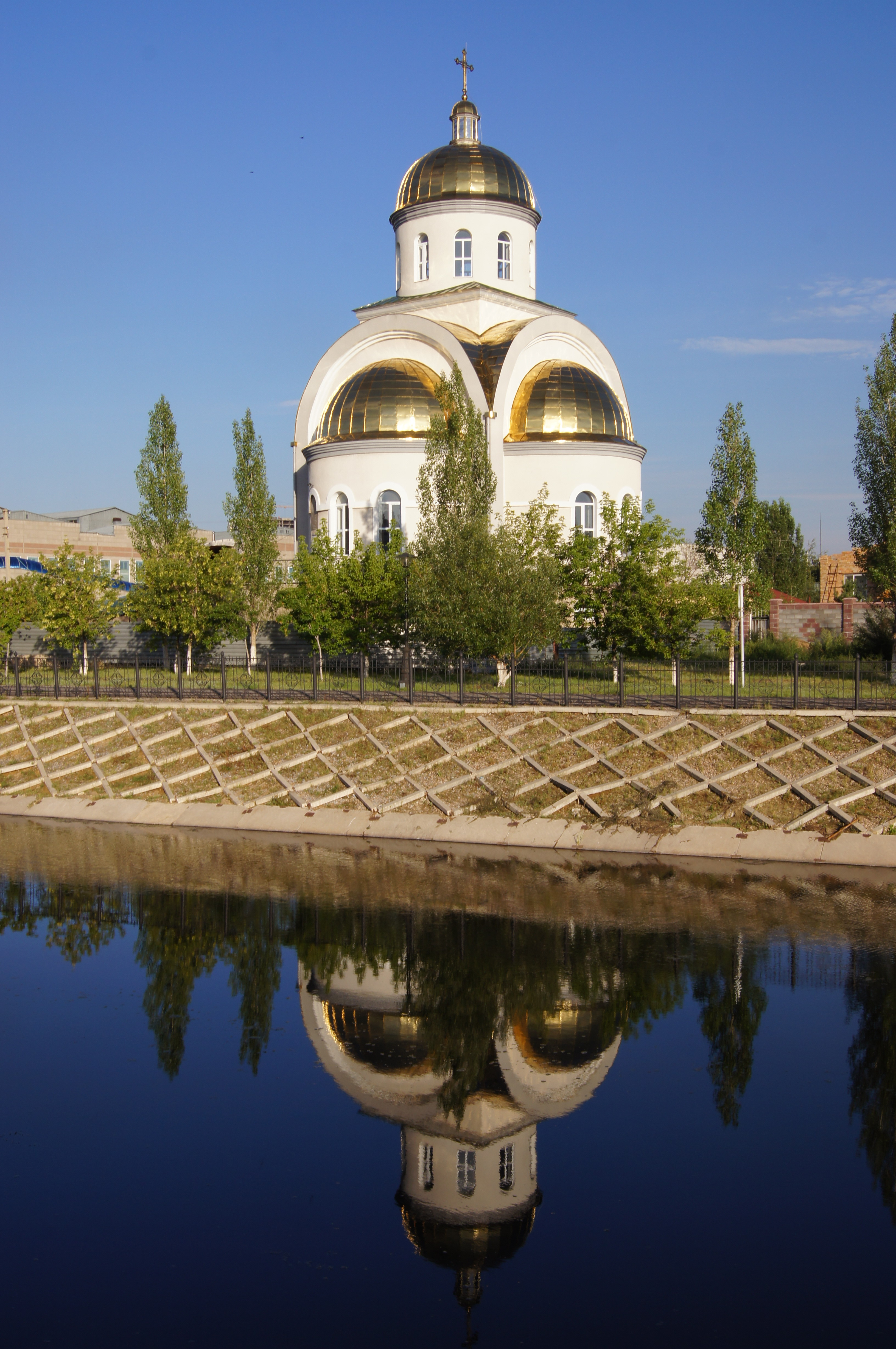
Iglesia greco-católica de San José, en Nur-sultán

La administración apostólica tiene 4 006 557 km² y extiende su jurisdicción sobre los fieles católicos de rito bizantino residentes en Kazajistán, Kirguistán, Tayikistán, Turkmenistán y Uzbekistán. La administración apostólica está bajo supervisión de la Congregación para las Iglesias Orientales y comprende mayormente a fieles greco-católicos ucranianos y en menor medida a fieles bizantinos rusos. Los Anuarios Pontificios 2020 y 2021 la clasificaron dentro de la Iglesia católica bizantina rutena, pero el Anuario Pontificio 2022 la listó como una nueva Iglesia sui iuris, la Iglesia bizantina en Kazajistán y Asia Central.
La sede de la administración apostólica se encuentra en la ciudad de Karagandá, en donde se halla la Catedral de la Protección de la Madre de Dios.
Las lenguas litúrgicas utilizadas son: eslavo eclesiástico, ucraniano y ruso. El administrador apostólico integra la Conferencia de Obispos Católicos de Kazajistán.
En 2020 en la administración apostólica existían 10 parroquias:
- Parroquia de la Protección de la Madre de Dios (Приход Покрова Пресвятой Богородицы), en Karagandá (desde 1997)
- Parroquia de los Santos Apóstoles Pedro y Pablo (Приход Святых Верховных Апостолов Петра и Павла), en Pavlodar (desde agosto de 1998, iglesia consagrada el 15 de febrero de 2001)
- Capilla del Beato Padre Olesky Zarytsky (Часовня блаженного отца Алексея Зарицкого), en Karagandá (consagrada 3 de junio de 2001)
- Parroquia de San José (Приход Св.Обручника Иосифа), en Nur-sultán (ante llamada Astaná), (desde agosto de 1999, en 2005 comenzó la construcción del templo)
- Parroquia de la Natividad de la Virgen (Приход Рождества Пресвятой Богородицы), en Shiderty (desde julio de 1999. Los servicios se llevan a cabo en una casa privada)
- Comunidad del pueblo de Berezovka (desde julio de 1999. Los servicios se llevan a cabo en una casa privada)
- Comunidad en la ciudad de Shajty (desde agosto de 2001)
- Parroquia de San Elías el Profeta (Приход Святого Пророка Илии), en Satpayev (desde el 10 de noviembre de 2004, registrada oficialmente el 26 de septiembre de 2007)[2]
- Casa de la Santa Trinidad (Дом Пресвятой Троицы), en Karagandá (desde junio de 2000 con tres monjas de la Congregación de las Siervas de María Inmaculada)[3]
- Parroquia greco-católica de la Natividad de la Santísima Virgen María, en Ekibastuz

Las parroquias y comunidades en Kazajistán son greco-católicas ucranianas, pero en Karagandá y en Pavlodar hay también greco-católicos rusos. 

## Historia
Se conoce la presencia esporádica de católicos de rito bizantino en Asia Central desde el siglo XVII. El 28 de mayo de 1917 fue designado el primer exarca apostólico para los greco-católicos del territorio del Imperio ruso, Leonid Feodorov. Luego de la Revolución de Octubre se produjo la dispersión de los católicos de rito bizantino en Rusia en los campos de prisioneros de Siberia, Asia Central y en los centros de la diáspora rusa en varios países del mundo. La comunidad católica bizantina rusa fue casi aniquilada por el régimen comunista soviético y sus líderes arrestados y algunos ejecutados. El último exarca nominal murió en 1951.
En 1939 Galitzia y Transcarpatia fueron anexadas a la Unión Soviética y la Iglesia greco-católica ucraniana fue sometida al exterminio por las autoridades comunistas en Ucrania. El 11 de abril de 1945 todos los obispos greco-católicos fueron arrestados y al año siguiente la Iglesia fue suprimida y anexada a la Iglesia ortodoxa rusa. En 1946, cientos de sacerdotes, monjes y monjas que no quisieron convertirse a la ortodoxia fueron enviados a varios campos de concentración en Siberia y Kazajistán, junto con muchos fieles laicos. Se estima que de 1939 a 1953 unos 150 000 greco-católicos ucranianos fueron exiliados en Asia Central, especialmente en Kazajistán, y entre ellos unos 150 sacerdotes. Entre ellos estaba el sacerdote Olesky Zarytsky, encarcelado en 1948 y liberado en 1956. El archieparca de Leópolis, Josyf Slipyj, haciendo uso de facultades extraordinarias que le concedió el papa, nombró a Zarytsky como administrador apostólico de Kazajistán y Siberia. En 1962 fue nuevamente arrestado y condenado a prisión en el campo de Dolinka, cerca de Karagandá, en donde murió el 30 de octubre de 1963. También fue deportado el obispo Nykyta Budka (que murió el 1 de octubre de 1949 cerca de Karagandá). Otro deportado a las cercanías de Karagandá fue el obispo ruteno Alexander Chira (Oleksandr Chira) en enero de 1957, siendo liberado en 1962. Mientras trabajaba oficialmente en una empresa soviética en Karagandá, dirigió secretamente la vida espiritual de católicos latinos y griegos en la ciudad, ocultando que era obispo.
Tras la muerte de Stalin en 1953, los greco-católicos fueron permitidos a regresar a Ucrania y la presencia católica bizantina en Asia Central se redujo manteniéndose en la clandestinidad. En 1959 Slipyj nombró a Yosafat Fedoryk como exarca de los greco-católicos en Asia Central con sede en Frunze (en Kirguistán) y en 1964 fue consagrado obispo en la clandestinidad por Alexander Chira en Karagandá. Fedoryk murió el 28 de diciembre de 1979. 
En 1977 la comunidad católica de Karagandá fue reconocida por las autoridades soviéticas, por lo que el anciano obispo Alexander Chira pudo construir una iglesia parroquial de rito latino que fue consagrada en la Navidad de 1978. Los sacerdotes de rito bizantino pudieron celebrar en esa iglesia de rito latino. El 1 de diciembre de 1989 los greco-católicos de Ucrania fueron permitidos a celebrar su culto nuevamente y en Kazajistán eso ocurrió en 1991 luego de la independencia del país. La primera comunidad registrada fue la greco-católica ucraniana de la Protección de la Madre de Dios en Karagandá y el cuidado pastoral de los fieles católicos de rito bizantino se encomendó a Jan Paweł Lenga, administrador apostólico en Kazajistán y Asia Central. A fines del siglo XX había 900 000 ucranianos en Kazajistán, muchos de ellos católicos, pero hacia 2010 se habían reducido a unos 300 000. El 90% de los greco-católicos eran étnicamente ucranianos.
El 30 de septiembre de 1996 el papa Juan Pablo II designó al obispo auxiliar de Leópolis de, Wasyl Ihor Medwit (Василий Медвит), como visitador apostólico para informar a la Santa Sede sobre los fieles de rito bizantino: greco-católicos ucranianos y católicos bizantinos rusos, residentes en Kazajistán y Asia Central, realizando una visita al año. Medwit consagró el 3 de abril de 1997 la primera iglesia greco-católica en Kazajistán: la de la Protección de la Madre de Dios en Karagandá, construida en madera y muy pequeña. En 2001 comenzaron a construirse iglesias en Astaná y en Pavlodar.
El 8 de noviembre de 2002 el papa Juan Pablo II designó al rector de la parroquia de la Protección de la Madre de Dios en Karagandá, Vasyl Hovera (Василий Говера), arcipreste mitrado y delegado de la Congregación para las Iglesias orientales para los fieles del rito bizantino en Kazajistán y en Asia Central, como un cargo ad personam. (en ucraniano: Апостольський Делегат для греко-католиків в Казахстані та Середній Азії), El 18 de septiembre de 2005 fue consagrada una nueva iglesia para la parroquia de la Protección de la Madre de Dios en Karagandá.
El 27 de junio de 2001 el papa Juan Pablo II beatificó a 27 mártires greco-católicos ucranianos, entre ellos a Olesky Zarytsky.
La administración apostólica fue erigida por el papa Francisco el 1 de junio de 2019 con la bula Peractis omnibus; Vasyl 'Hovera, el delegado para Asia Central, fue designado como el primer administrador apostólico.

## Estadísticas
De acuerdo al Anuario Pontificio 2021 la administración apostólica a fines de 2020 tenía 10 130 fieles bautizados.
| Año                                                                             | Población            | Población | Población      | Sacerdotes | Sacerdotes    | Sacerdotes    | Bautizados por sacerdote | Diáconos permanentes | Religiosos | Religiosos | Parroquias |
| Año                                                                             | Bautizados católicos | Total     | % de católicos | Total      | Clero secular | Clero regular | Bautizados por sacerdote | Diáconos permanentes | Varones    | Mujeres    | Parroquias |
| ------------------------------------------------------------------------------- | -------------------- | --------- | -------------- | ---------- | ------------- | ------------- | ------------------------ | -------------------- | ---------- | ---------- | ---------- |
| 2019                                                                            | 10 000               |           |                | 8          |               |               | 1250                     |                      |            | 5          | 6          |
| 2020                                                                            | 10 130               |           |                | 8          |               |               | 1266                     |                      |            | 5          | 10         |
| Fuente: Catholic-Hierarchy, que a su vez toma los datos del Anuario Pontificio. |                      |           |                |            |               |               |                          |                      |            |            |            |

Para 2013 había 5 comunidades greco-católicas registradas por las autoridades kazajas, en Karagandá, Astaná, Pavlodar, Shederty (en la provincia de Pavlodar) y Satpayev. Otras 10 comunidades existían en lugares visitados por sacerdotes. En total había 9 sacerdotes y 5 religiosas. 
En 2017 se estimó en 3000 católicos de rito bizantino residentes en Kazajistán, mientras que en los otros 4 países de Asia Central su número no era significativo.

## Episcopologio

### Visitador apostólico
- Wasyl Ihor Medwit, O.S.B.M. (diciembre de 1996-11 de noviembre de 2002), obispo titular de Hadriane

### Delegado apostólico
- Presbítero Vasyl Hovera, (8 de noviembre de 2002-1 de junio de 2019)

### Administrador apostólico
- Presbítero Vasyl Hovera, desde el 1 de junio de 2019[11]